# Zwart staat je goed
Zwart staat je goed is een verhaal dat geschreven werd door Maggie Ross. Het hoorspel werd op 25 mei 1983 uitgezonden door de VARA, geregisseerd door Ad Löber en vertaald door Ria Leigh-Loohuizen. Het hoorspel duurt 32 minuten.

## Plot
Olivia Dudley is nu weduwe. Haar man Alfred is net gestorven. Ze krijgt bezoek van haar oom Ralph en haar tante, maar ook van haar nichtje Clarice en ook van Alfred's vriend Max. Er volgt een gesprek over Alfred en ook over Olivia. Er wordt gepraat over familieverhoudingen, heimelijke gevoelens van oom Ralph voor Olivia, de doodsoorzaak van Alfred, de slippertjes van Alfred en de amoureuze gevoelens van Max voor Olivia, vooral als hij hoort wat voor rijke weduwe ze geworden is. Het wordt erg bizar. Maar het meest bizarre is dat de net overleden Alfred Dudley levend en wel komt binnen vallen. Op het einde blijkt dat de vrouw alles gedroomd heeft.

## Rolverdeling
- Fé Sciarone (Olivia Dudley)
- Paul van der Lek (oom Ralph)
- Eva Janssen (tante Edith)
- Gerrie Mantel (nicht Clarice)
- Hans Karsenbarg (vriend Max)
- Jan Borkus (Alfred Dudley)